# 4-я партизанская дивизия
4-я партизанская дивизия — воинское соединение РККА в период Гражданской войны в России.

## Предыстория

### 1918 год
В июне 1918 года в 4-й Петроградский красногвардейский отряд вошла Петергофская красногвардейская боевая дружина.
17 ноября Революционный военный совет Республики создаёт Революционный военный совет Особой группы войск курского направления (позже Группа войск курского направления).,
20 ноября в состав Особой группы войск курского направления включалась прибывшая с Восточного фронта Партизанская Красная Армия И. С. Кожевникова.
Директивой Главнокомандующего Красной Армией РСФСР № 487/ш, от 19 декабря 1918 года, с 21 декабря 1918 года Группа войск курского направления подчинялась РВС Южного фронта.
В декабре командующим Группы войск курского направления назначен И. С. Кожевников.
Группа войск в декабре начала боевые действия.

### 1919 год
В январе Штаб Группы войск курского направления Южного фронта находился в городе Валуйки Воронежской губернии (январь 1919 года), г. Купянск Харьковской губернии (январь — 15 февраля 1919 года).

## История
4-й Петроградский красногвардейский отряд был преобразован в 4-ю Украинскую партизанскую дивизию.
4-я партизанская дивизия сформирована на основании приказа по Группе войск курского направления № 2, от 10 января 1919 года из партизанских отрядов Партизанской Красной Армии в районе города Луганск Славяносербского уезда Екатеринославской губернии.
В январе 4-я дивизия принимала участие в боях в районах г. Купянск, г. Старобельск и г. Луганск.
4-я партизанская дивизия приказом по Группе войск № 27, от 10 февраля 1919 года, переформирована в 4-ю стрелковую дивизию.,

## В составе
- 10 января – 10 февраля 1919 — Группа войск курского направления.[5],[3]